# Fábio Holanda
Fábio Holanda (Natal, 9 de setembro de 1978) é lutador brasileiro de artes marciais misturadas, que mistura as práticas de Montréal, no Canadá. Ele atualmente luta no TKO e MFC.
Fabio é um faixa preta no Jiu-jitsu brasileiro. Ele recebeu sua faixa preta da Brazilian Top Team (BTT) no Brasil e as cabeças Brazilian Top Team Canadá, em Montréal, Québec. Ele também treina em Muay tailandês, boxe e luta livre na Gelinas Academia de Artes Marciais Misturadas (Gama), que é dirigido por Philip Gelinas, um original Dog Brother e 9 graus Kajukenbo faixa preta. Holanda tem treinado e conquistado alguns dos mais proeminentes do Canadá misto de artes marciais, incluindo Georges St. Pierre, Patrick Côté, Loiseau Menjivar David e Ivan. Recentemente, ele ajudou a Georges St. Pierre e Patrick Cote preparar as suas vitórias no UFC 74. Ele também tem treinado com outros veteranos como UFC Rashad Evans, Keith Jardine e Nate Marquardt.